# Nakhlemīr
Nakhlemīr (persiska: نخل مير, Nakhl-e Mīr, نخلمیر) är en ort i Iran.   Den ligger i provinsen Hormozgan, i den södra delen av landet, 1 000 km söder om huvudstaden Teheran. Nakhlemīr ligger 33 meter över havet och antalet invånare är 177.
Terrängen runt Nakhlemīr är varierad.Runt Nakhlemīr är det glesbefolkat, med 11 invånare per kvadratkilometer. Närmaste större samhälle är Bandar-e Chārak, 12,9 km sydost om Nakhlemīr. Trakten runt Nakhlemīr är ofruktbar med lite eller ingen växtlighet.